# Monte Marcus Baker
Il Monte Marcus Baker è una montagna dell'Alaska, Stati Uniti, di 4.016 metri. È la cima più elevata dei Monti Chugach.